# Lunca Prahovei, Prahova
Lunca Prahovei (în trecut, Novăcești, Păroasa) este un sat în comuna Măgureni din județul Prahova, Muntenia, România.
Așezarea este atestată documentar în 1845.